# Département de Río Senguer
Le département de Río Senguer est une des 15 subdivisions de la province de Chubut, en Argentine. Son chef-lieu est la petite ville de Alto Río Senguer.
Le département a une superficie de 22 335 km2, surface équivalente aux trois-quarts de celle de la Belgique, ou encore à celle de la région Lorraine en France.

## Population

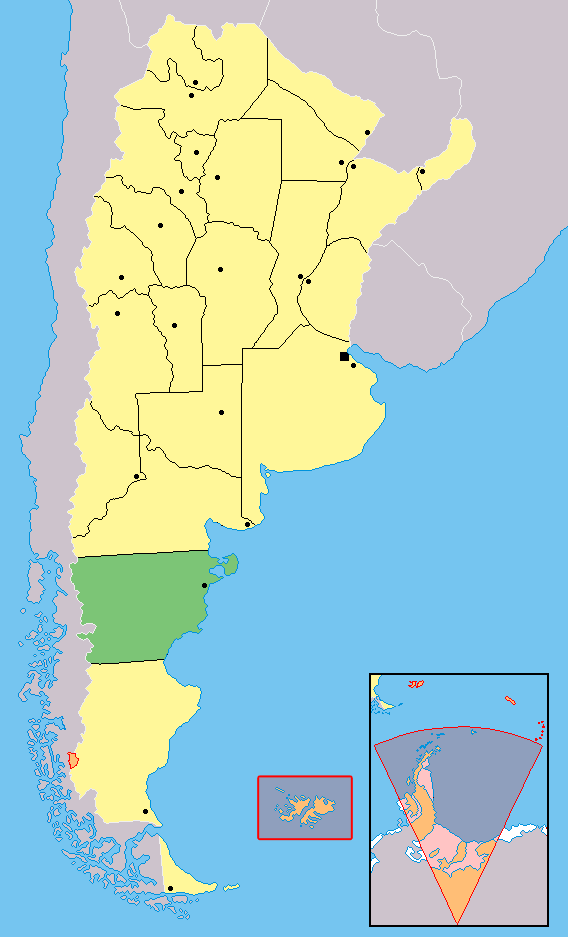
Localisation de la province de Chubut.

Sa population était de 6 194 habitants, selon le recensement de 2001. Selon les résultats provisoires du recensement de 2010, la population se montait à 6 192 habitants.

## Villes et localités
- Aldea Apeleg
- Aldea Beleiro
- Aldea Epulef
- Alto Río Senguer, chef-lieu
- Alto Río Mayo
- Doctor Ricardo Rojas
- Facundo
- Fofo Cahuel
- Lago Blanco
- Los Tamariscos
- Pastos Blancos
- Río Mayo